# Байтуган
Байтуга́н (каз. Байтуған) — село у складі Нуринського району Карагандинської області Казахстану. Адміністративний центр Байтуганського сільського округу.
Населення — 823 особи (2021; 1052 у 2009, 1359 у 1999, 1472 у 1989).
Національний склад станом на 1989 рік:
- казахи — 56 %;
- росіяни — 21 %.